# Жужукин, Иван Фёдорович
Ива́н Фёдорович Жужу́кин (1924—2000) — гвардии младший лейтенант Советской Армии, участник Великой Отечественной войны, Герой Советского Союза (1945).

## Биография
Иван Жужукин родился 29 ноября 1924 года в селе Орловка (ныне — Таловский район Воронежской области). Учился в сельскохозяйственном техникуме. В июле 1942 года был призван на службу в Рабоче-крестьянскую Красную Армию. В 1943 году окончил Ульяновское танковое училище. С июля 1944 года — на фронтах Великой Отечественной войны, командовал танком 28-го гвардейского отдельного тяжёлого танкового полка 6-го гвардейского механизированного корпуса 4-й танковой армии 1-го Украинского фронта. Отличился во время освобождения Польши.
13—14 января 1945 года Жужукин со своим экипажем тяжёлого танка ИС, действуя в отрыве от своего подразделения, отразил под городом Кельце шесть немецких контратак, подбив 7 танков (из них — 6 тяжёлых танков типа «Тигр») и уничтожил более двух взводов немецкой пехоты. Действия экипажа Жужукина позволили удержать занятый рубеж на шоссе Кельце — Хмельник до подхода основных сил. В бою Жужукин получил ранение, но продолжал сражаться.
Указом Президиума Верховного Совета СССР от 10 апреля 1945 года за «образцовое выполнение боевых заданий командования и проявленные при этом мужество и героизм» гвардии младший лейтенант Иван Жужукин был удостоен высокого звания Героя Советского Союза с вручением ордена Ленина и медали «Золотая Звезда» за номером 8832.
В 1946 году уволен в запас. Проживал в Киеве. В 1951 году окончил Киевский технологический институт пищевой промышленности, после чего работал в проектном институте. Умер 16 сентября 2000 года, похоронен на Берковецком кладбище Киева.
Был также награждён орденом Отечественной войны 1-й степени (6 апреля 1985) и рядом медалей.